# Štović
Štović (cyr. Штовић) – wieś w Bośni i Hercegowinie, w Republice Serbskiej, w gminie Foča. W 2013 roku liczyła 201 mieszkańców.